# Аракура
Араку́ра (Pithys) — рід горобцеподібних птахів родини сорокушових (Thamnophilidae). Представники цього роду мешкають в Південній Америці.

## Види
Виділяють два види:
- Аракура білочуба (Pithys albifrons)
- Аракура еквадорська (Pithys castaneus)